# Kraftwerk Crestuma-Lever
Das Kraftwerk Crestuma-Lever (portugiesisch Barragem de Crestuma-Lever) ist ein Laufwasserkraftwerk am Douro. Es liegt in der Region Nord Portugals im Distrikt Porto. Die namensgebende Gemeinde Crestuma liegt ca. 1 km flussabwärts, die Stadt Porto ca. 15 km flussabwärts.
Mit dem Projekt zur Errichtung des Kraftwerks wurde im Jahre 1976 begonnen. Der Bau wurde 1985 fertiggestellt. Die Talsperre dient neben der Stromerzeugung auch der Trinkwasserversorgung. Sie ist im Besitz der Companhia Portuguesa de Produção de Electricidade (CPPE).

## Absperrbauwerk
Das Absperrbauwerk ist eine Gewichtsstaumauer aus Beton mit einer Höhe von 25,5 m über der Gründungssohle. Die Mauerkrone liegt auf einer Höhe von 25,5 m über dem Meeresspiegel. Die Länge der Mauerkrone beträgt 470 m und ihre Breite 8,2 m. Das Volumen des Bauwerks beträgt 205.000 m³.
Die Staumauer unterteilt sich in eine Schleuse auf der linken Flussseite und daran anschließend ein Maschinenhaus sowie eine Wehranlage mit der Hochwasserentlastung, bestehend aus 8 Toren, über die maximal 26.000 m³/s abgeführt werden können. Das Bemessungshochwasser liegt bei 26.000 m³/s; die Wahrscheinlichkeit für das Auftreten dieses Ereignisses wurde mit einmal in 1.000 Jahren bestimmt.

## Stausee
Beim normalen Stauziel von 13 m (maximal 21,5 m bei Hochwasser) erstreckt sich der Stausee über eine Fläche von rund 12,98 km² und fasst 110 (bzw. 106) Mio. m³ Wasser – davon können 22,5 (bzw. 16 oder 19) Mio. m³ genutzt werden.

## Kraftwerk
Das Kraftwerk Crestuma-Lever ist mit einer installierten Leistung von 108 (bzw. 105 oder 117) MW eines der kleineren Wasserkraftwerke in Portugal. Die durchschnittliche Jahreserzeugung liegt bei 366,9 (bzw. 311, 360, 363 oder 399) Mio. kWh. Es dient zur Abdeckung von Mittel- und Spitzenlast.
Sowohl die Kaplan-Turbinen als auch die Generatoren wurden von Sorefame geliefert. Die drei Kaplan-Turbinen haben eine horizontale Welle (siehe Kaplan-Rohrturbine). Sie leisten jede maximal 39 MW, während die Generatoren 36,1 MVA leisten. Die Nenndrehzahl der Turbinen liegt bei 83,3/min. Die Generatoren haben eine Nennspannung von 6 kV. In der Schaltanlage wird die Generatorspannung von 6 kV mittels Leistungstransformatoren auf 70 kV hochgespannt.
Die minimale Fallhöhe beträgt 6,8 m, die maximale 12,6 m. Der maximale Durchfluss liegt bei 450 m³/s je Turbine.
Das Kraftwerk ist im Besitz der CPPE, wird aber von EDP betrieben.

## Schleuse

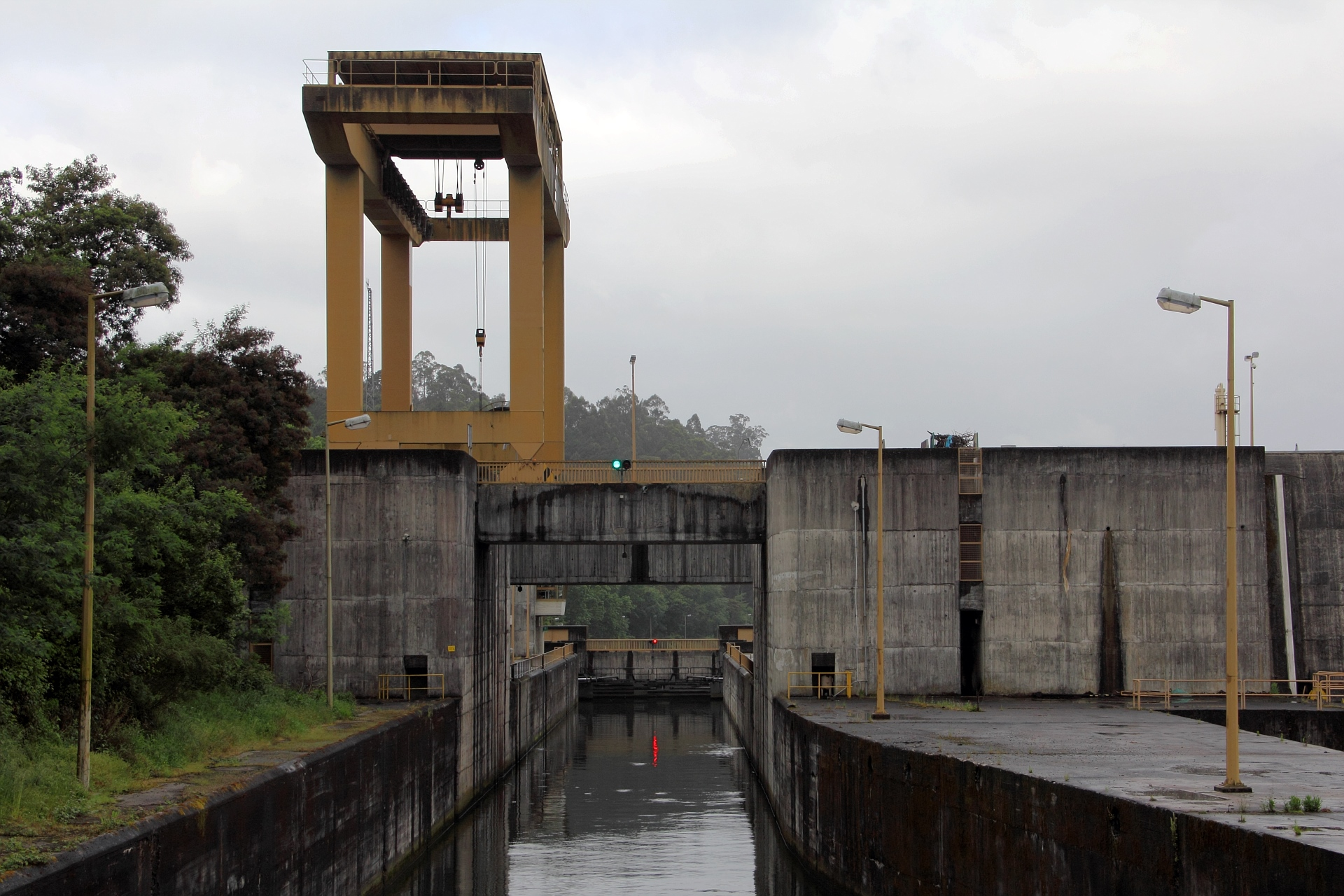
Schleuse Crestuma

Auf der im Oberwasser linken Seite der Staumauer befindet sich eine Schleuse, die Schiffe mit einer Länge von 83 m, einer Breite von 11,40 m und einem Tiefgang von 3,80 m aufnehmen kann. (siehe auch Schleusen am Douro)